# Ceratina albopicta
Ceratina albopicta là một loài Hymenoptera trong họ Apidae. Loài này được Cockerell mô tả khoa học năm 1937.